# Adriána
Az Adriána női név a latin eredetű Adrián férfinév női párja, aminek a jelentése: hadriai.

## Rokon nevek
Adrianna, Adria, Adrienn

## Gyakorisága
Az 1990-es években az Adriána név igen ritkán fordult elő. A 2000-es és a 2010-es években sem szerepelt a 100 leggyakrabban adott női név között.
A teljes népességre vonatkozóan az Adriána sem a 2000-es, sem a 2010-es években nem szerepelt a 100 leggyakrabban viselt női név között.

## Névnap
március 4., március 5., szeptember 8.

## Híres Adriánák
- Adriana Lima, brazil modell